# Tommaso Orsini de Manoppello
Tommaso Orsini (Roma, primeira metade do século XIV - Castelo de Montenero Sabino, 10 de julho de 1390) foi um cardeal romano da Igreja Católica, que serviu como Cardeal protodiácono.

## Biografia
Pertencente à nobre família Orsini pelo lado paterno e dos condes de Manoppello pelo materno, era filho de Napoleone, grande protonotário do reino da Sicília, e Margherita Palearia, condessa de Manoppello. Foi Protonotário Apostólico.
Criado pelo Papa Urbano VI como cardeal-diácono no consistório de 1383, recebeu o título de Santa Maria em Domnica.
Foi vigário do Papa para Roma por volta de 1384. Ele informou o Papa Urbano VI sobre a conspiração de seis cardeais contra o pontífice. Foi Legado pontifício na província de Viterbo e da Úmbria, onde o príncipe Rinaldo Orsini de Áquila e Tagliacozzo havia tomado as cidades de Urbino e Spoleto, além de outros territórios. Ele partiu de Gênova, onde estava a cúria, em 10 de maio de 1386. Declarou guerra contra ele e reconquistou para o papa as cidades de Narni, Terni, Amelia e, especialmente, Viterbo em maio de 1387.
Sua conduta para com o vigário papal de Viterbo trouxe sobre si o desfavor do papa, que o aprisionou por um breve período em dezembro de 1382, no castelo-forte de Rocca d'Amelia por ter falado em Viterbo contra o legado que o sucedeu, mas o próprio Papa Urbano VI o libertou.
Ele deixou Roma para o campo em 19 de maio de 1390, mas ao voltar para Roma, morreu em 10 de julho de 1390, em Castelo de Montenero Sabino. Foi sepultado na Basílica Patriarcal Vaticana.

### Conclaves
- Conclave de 1389 - participou como protodiácono da eleição de Pietro Tomacelli como Papa Bonifácio IX